# Liste der Monuments historiques in Chamouillac
Die Liste der Monuments historiques in Chamouillac führt die Monuments historiques in der französischen Gemeinde Chamouillac auf.

## Liste der Objekte
Zum Verständnis siehe: Kirchenausstattung
| Bezeichnung                                | Beschreibung            | Standort                | Kennzeichnung | Schutzstatus | Datum | Bild |
| ------------------------------------------ | ----------------------- | ----------------------- | ------------- | ------------ | ----- | ---- |
| Grabplatte für Louise de Beaumont-Pérefixe | Kupfer, 1693            | Kirche St-Pierre (Lage) | PM17001578    | Inscrit      | 1989  |      |
| Sechs Kerzenständer                        | Bronze, 17. Jahrhundert | Kirche St-Pierre (Lage) | PM17001580    | Inscrit      | 1989  |      |
| Weihrauchschiffchen                        | Kupfer, 17. Jahrhundert | Kirche St-Pierre (Lage) | PM17001579    | Inscrit      | 1989  |      |
| Gedenktafel                                | Stein, 1644             | Kirche St-Pierre (Lage) | PM17000059    | Classé       | 1908  |      |